# Guerra civil española en el País Vasco

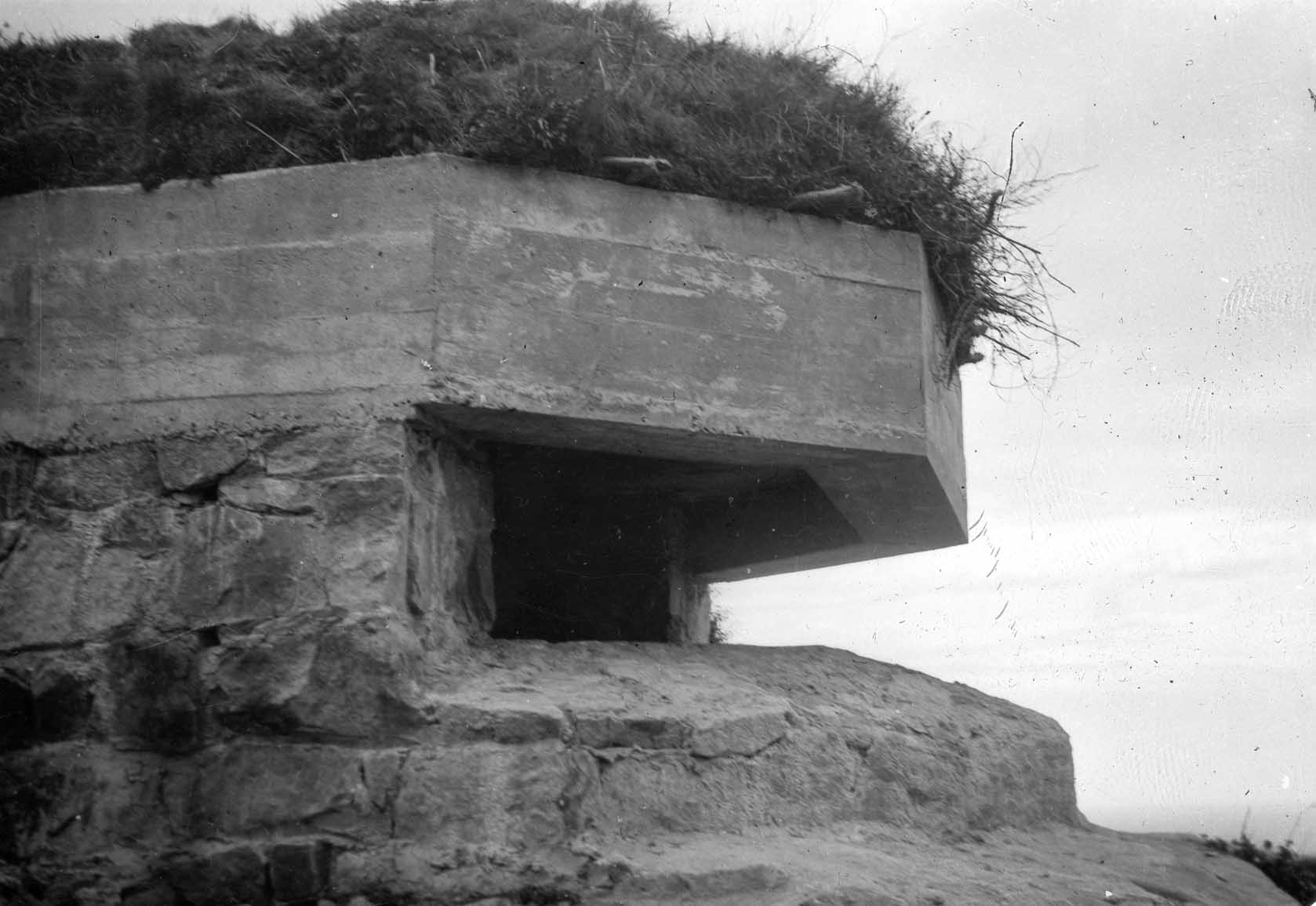
Nido de ametralladoras del Cinturón de Hierro de Bilbao, en las peñas de Santa Marina (1937).

La guerra civil española en el País Vasco se desarrolló desde el 18 de julio de 1936, cuando se produce el golpe de Estado por una parte el ejército y apoyado por las fuerzas del espectro político de la derecha,[cita requerida] que triunfó desde un principio en Vitoria y la mayoría de la provincia de Álava, hasta el 24 de agosto de 1937 en el que todo el territorio del País Vasco quedó bajo dominio de las tropas sublevadas franquistas.

## Antecedentes
España se convirtió en 1931 en República (la primera población en proclamarla fue la de Éibar, en Guipúzcoa), y muy pronto Cataluña (otra región española en la que también ha existido un movimiento regionalista fuerte) obtuvo su autogobierno. Sin embargo, los vascos tuvieron que esperar hasta ya comenzada la guerra civil española para obtener su primer Estatuto.
Tras el alzamiento en 1936 de parte del ejército apoyado por los partidos del espectro político de la derecha,[cita requerida] se inicia la guerra civil y los territorios vascos y navarros quedaron divididos entre los dos bandos: Álava y Navarra permanecen adscritas a los insurgentes y Guipúzcoa y Vizcaya fieles a la legalidad republicana, por lo que hubo vascos en los dos bandos de la Guerra Civil, aunque la mayoría de la población (Vizcaya y Guipúzcoa eran las provincias con mayor población) permaneció leal a la República. 
Los alzados esperaban que el PNV, por su talante conservador y cristiano, se uniera a ellos, cosa que no sucedió, aun cuando esta posibilidad fuese valorada hasta el último momento en el seno del partido. En Vizcaya y Guipúzcoa, el PNV se declara partidario de la República, mientras que en Navarra y Álava hay posturas encontradas, desde declaraciones de neutralidad en el conflicto, hasta adhesiones más o menos forzadas al alzamiento, como la atribuida a Arturo Campión en el Diario de Navarra tras la toma de San Sebastián por las columnas navarras o las exigidas a Javier de Landaburu en Álava. El hecho es que, hasta el 18 de agosto, un mes después de la sublevación, Emilio Mola no ordena la disolución de todos los organismos nacionalistas vascos.
En otoño de 1936, 15 sacerdotes vascos habían sido ejecutados por los sublevados por incitar a la rebelión.

## País Vasco

Principales líneas de avance del ejército sublevado en el Frente Norte entre marzo y septiembre de 1937.

En Vizcaya no hubo alzamiento, y en Guipúzcoa, tras un tímido intento de alzamiento, este fue sofocado por las fuerzas del Frente Popular.
En Álava no hubo oposición a los sublevados contra la República. La única acción de guerra destacable fue la ofensiva de Villarreal, donde tropas republicanas del frente de Vizcaya intentaron tomar la ciudad, la cual se hallaba en poder de los sublevados desde julio de 1936.
El PNV, que había conseguido la presidencia (lehendakaritza) del Gabinete vasco, constituido como consecuencia del autogobierno del estatuto de 1936, creó los batallones conocidos como "Euzko Gudarostea" que juntó a los batallones integrados por las milicias de los otros partidos fieles a la República. Izquierdistas de Vizcaya y Guipúzcoa se sumaron a las fuerzas regulares que habían mantenido su fidelidad al Gobierno republicano, para la defensa del territorio bajo su jurisdicción. 

### Guipúzcoa

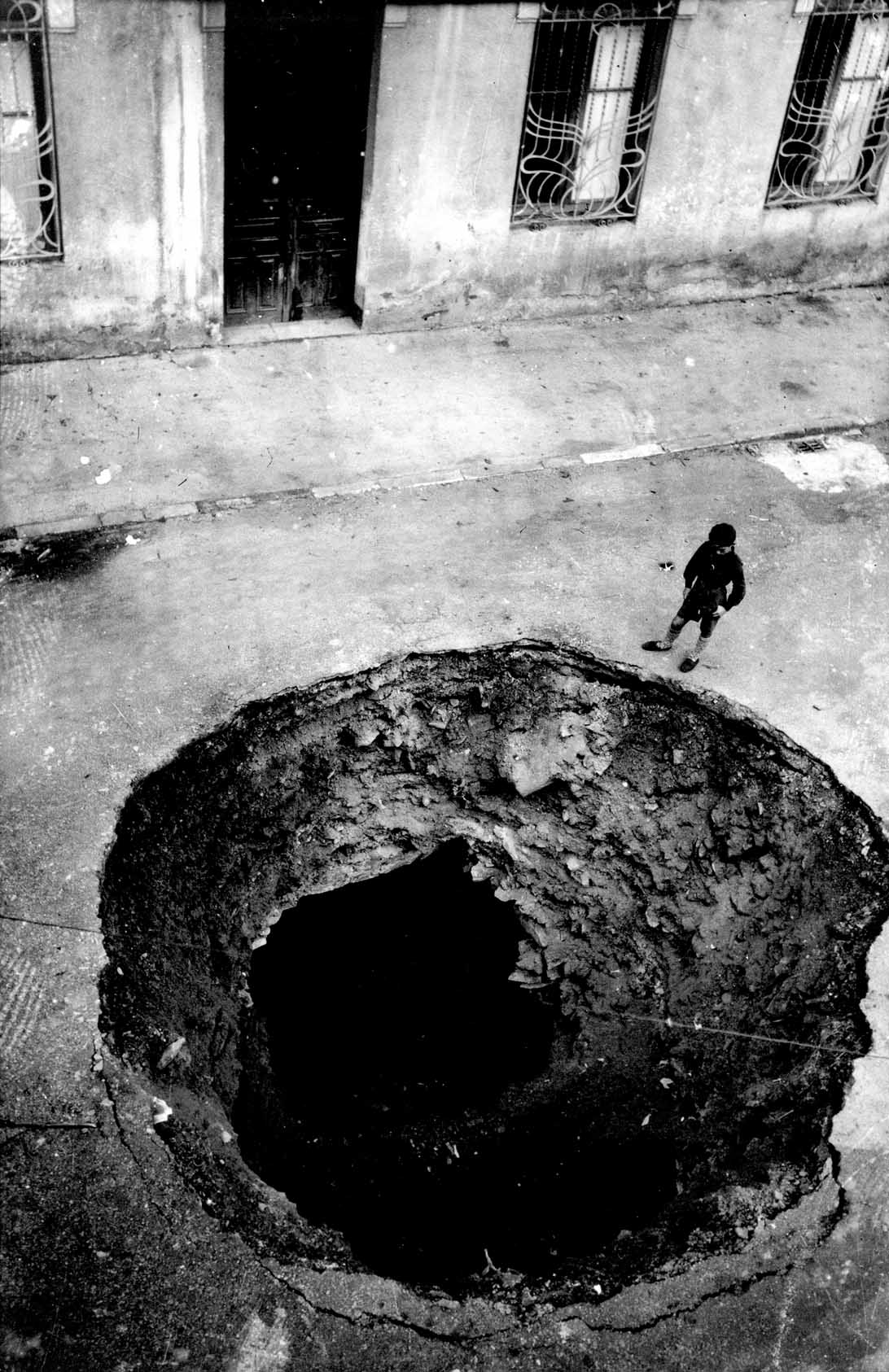
Agujero fruto de la bomba lanzada por los sublevados que impactó en una de las calles de Éibar y que provocó la muerte de sesenta personas.

Las tropas de guarnición de San Sebastián se sublevan, pero el alzamiento es aplastado por milicias socialistas, muchas de ellas llegadas desde Éibar, y anarquistas, apoyadas por la Guardia Civil. Los dirigentes del PNV actuaron como mediadores, convenciendo a los jefes sublevados para que se rindiesen y no luchasen hasta la muerte (hasta agosto de 1936 el Partido Nacionalista Vasco no se definió oficialmente de que lado estaba). Las calles de San Sebastián e Irún estaban dominadas por milicias socialistas y anarquistas. Hubo matanzas en las cárceles de Ondarreta (San Sebastián), fuerte de Guadalupe (Fuenterrabía) y Tolosa a consecuencia de los bombardeos efectuados por los fascistas, haciendo diana uno de ellos sobre un hospital, y el resto sobre civiles. Las milicias nacionalistas consiguieron impedir estos desmanes en edificios religiosos.
En la primera semana de la rebelión se organizan en Navarra ocho columnas, de mayoría requeté, con unidades de falangistas y del ejército regular, que avanzan hacia Guipúzcoa y van tomando esta sumando a su paso a las columnas tradicionalistas a numerosos carlistas guipuzcoanos.
El 5 de agosto, tres de ellas se dirigen a cortar la frontera con Francia con el objetivo de tomar los puestos fronterizos y aislar de esa forma a la República de uno de sus puntos de comunicación y entrada de suministros. 
El 26 de agosto llegan al castillo de San Marcial, que toman el 2 de septiembre, después de recibir refuerzos de la legión y apoyo aéreo. Irún será bombardeada.
El 5 de septiembre toman Irún, cortando la frontera con Francia. En la huida y presa de la desesperación se produce la quema de algún edificio para evitar que sea utilizado por los sublevados.
Las otras cinco columnas navarras ocupan el 13 de septiembre San Sebastián sin encontrar resistencia. San Sebastián había sido evacuado el día anterior. Las tropas carlistas se reagrupan y avanzan hacia Vizcaya, llegando el 22 de septiembre al río Deva. Hasta ese momento, la lucha en Guipúzcoa ha sido llevada a cabo por las milicias revolucionarias, con muy poca intervención de las del PNV.
El 29 de septiembre, las tropas de Mola atacan en el frente occidental de Guipúzcoa, pero las milicias leales a la República resisten. El 12 de octubre Mola ordena cesar el avance y el frente se estabiliza, con casi toda Guipúzcoa en manos de los sublevados. De esta forma en septiembre de 1936 las tropas nacionales habían tomado la práctica totalidad de Guipúzcoa. La línea del frente se detiene justo entre la demarcación fronteriza entre Guipúzcoa y Vizcaya. En la costa la localidad vizcaína de Ondárroa esta tomada por los rebeldes mientras que a sus afueras se organiza la resistencia, Berriatúa es republicana y la línea del frente se extiende por el alto de Kalamendi, Kalamua y Akondia, dejando a Éibar en el fondo del valle del Ego defendiendo la república, donde había nacido cinco años antes. El frente sigue hacia Elgueta y se extiende, como marcado, por el Camino de los Toldos que une la villa de Elgueta con el puerto de Campázar sobre Vergara y el Udalaitz sobre Mondragón, ambas poblaciones en manos de los sublevados. Al otro lado de las cumbres de los Intxortas se esconde Elorrio donde el mando republicano tiene un cuartel general para la defensa de esta parte de la línea de fuego. Del inexpugnable Udalaitz, por los altos de Memaia y el Besaide, sigue hacia el colado de Zabalandi, Urkiola y el Saibi.

### Vizcaya
Después de las elecciones de febrero de 1936, los requetés de Durango hacen prácticas de guerrilla en Urkiola y se preparan para el golpe de Estado del 18 de julio.
Las fuerzas militares se mantienen leales a la República. Se organizan unas Juntas de Defensa, y el 23 de julio se empiezan a formar grupos de guardias voluntarios del PNV. El 29 de julio el PNV hace un llamamiento para guardias voluntarios y el 5 de agosto el Bizkai Buru Batzar organiza un desfile de milicias del PNV en Bilbao.
Durante los tres primeros meses de guerra son saqueadas y destruidas varias iglesias en Vizcaya y Guipúzcoa, y son asesinados aproximadamente 50 sacerdotes. El PNV, al no disponer de fuerzas organizadas, no consigue parar estas atrocidades.
A finales de septiembre de 1936, el PNV vizcaíno duda cada vez más sobre su apoyo a la República. Los asesinatos en masa del 25 de septiembre en los buques prisión Altuna-Mendi y Cabo Quilates influyen negativamente en la moral nacionalista. Los dirigentes del PNV intentan contactar, sin éxito, con diplomáticos ingleses, para que Inglaterra apoye un régimen autónomo independiente. Conocedora de la situación, la República aprueba en Valencia el Estatuto de Autonomía vasco el 1 de octubre. Además, en una decisión probablemente fatal para sus intereses, ya que deja el Estrecho en manos de Franco, el 24 de septiembre decide enviar la escuadra que estaba bloqueando el Estrecho de Gibraltar al Mar Cantábrico, entrando la escuadra en Bilbao donde permanece 20 días. En esos días se recibe en Bilbao un buque ruso con armas, por lo que el espíritu de resistencia vizcaíno se fortalece.
En septiembre de 1936, el frente está estabilizado prácticamente en la frontera con Guipúzcoa.
En la costa, la localidad vizcaína de Ondárroa está en manos nacionales, situándose la línea del frente por el barrio de Astarrika y dejando Berriatúa en la parte republicana. 
Los montes de Kalamua y Akondia sobre las localidades de Éibar y Marquina-Jeméin están en manos de los republicanos, mientras que Karakate y los pueblos que lo rodean, Elgóibar, Placencia de las Armas y todo el valle del Deva, están bajo el dominio de los sublevados. La línea marcada por las cumbres de los Intxortas y Udalaitz pasando por el Besaide y Saibi se convierte en la línea del frente.
Las tropas insurrectas intentan romper varias veces el frente por Elgueta atacando los Intxortas, en el llamado Camino de los Toldos, y son rechazadas. Se producen varios ataques durante el periodo invernal por toda la línea del frente, que son rechazados por los defensores republicanos. Destacan los producidos en el monte Saibi en donde la crudeza de los mismos produjo muchas bajas en ambos bandos. Mientras que por el día y con ayuda de la aviación los nacionales conquistaban la posición, esta era recuperada a las noches por los defensores republicanos.
La defensa del frente estaba encomendada a los diferentes grupos de tropas leales a la República: los Intxortas estaban defendidos por los gudaris del PNV, el frente de Kalamua por los milicianos socialistas del PSOE eibarrés, el alto de Udalaitz por los sindicalistas de la CNT, el puerto de Campázar por los Hermanos Proletarios... y así se iba distribuyendo la defensa de la línea del frente. A esta organización muy deficitaria en eficacia, se oponía un ejército regular y profesionalizado, bien adiestrado y con una jerarquía rígida. La parte leal carecía de todos los suministros imaginables, tanto en alimentos e intendencia como en munición y repuestos. 
El nuevo estatuto aprobado en Valencia sería conocido como el Estatuto de Elgueta, por haber sido aprobado cuando las tropas sublevadas llegan a esa población. Aguirre es elegido lendakari y jura su cargo el 7 de octubre ante el árbol de Guernica. Los jóvenes gudaris que participaban en el acto gritaron Estatuto no, Autonomía sí. Luis Arana Goiri abandona ese día el PNV en muestra de disconformidad, pero pidiendo a los demás militantes que no lo hiciesen.
Una de las medidas que toma el nuevo Gobierno vasco es disolver todas las fuerzas de seguridad existentes y reemplazarlas por la Ertzaña. Consigue mejorar el orden público y, salvo alguna excepción, acabar con las ejecuciones políticas. La atrocidad más destacable que no pudo evitar fue el asesinato en masa de 224 presos políticos en la cárcel de Larrinaga del 4 de enero de 1937, efectuado por un batallón de milicianos socialistas amotinados. La matanza fue parada por los gudaris, salvando la vida a más de 100 prisioneros. El Gobierno vasco ordenó juzgar a los responsables, con el resultado de seis fusilamientos. A raíz de este asalto, se retiraron ocho batallones de gudaris del frente, para asegurar el orden público en Bilbao. Al caer casi toda la provincia de Guipúzcoa el único tráfico posible era por barco o por vía aérea. El Gobierno Vasco creó una compañía aérea para enlazar Bayona con Bilbao. La matrícula francesa de los aviones de Air Pyrénées no les salvó de los ataques de la aviación enemiga, que derribó dos de sus aparatos.
El 5 de octubre se inicia la construcción del Cinturón de Hierro de Bilbao. Tan sólo un mes después, es arrestado y fusilado el subdirector del proyecto, por haber intentado contactar con los nacionales.
El 16 de octubre, el Gobierno vasco llama a filas a cuatro quintas de reclutas. A mediados de octubre llega a Bilbao un barco con aviones y pilotos, cañones, ametralladoras y otro armamento. Y el 26 de octubre Aguirre declara que todas las fuerzas vascas están «bajo la autoridad superior del Consejo de Defensa de Euskadi», que él preside, señalando que son independientes del ejército republicano. El 7 de noviembre se crea el Estado Mayor del Ejército vasco. El 20 de noviembre dispone de 27 batallones de infantería (unos 25.000 hombres) sin entrenamiento, que forman un ejército de maniobras, que se suman a los 10.000 o 12.000 voluntarios de milicias que estaban manteniendo el frente, que seguía muy poco activo.
Como los sublevados están concentrando su esfuerzo sobre Madrid, el Gobierno republicano pide a los vascos que rompan el frente, por lo que se organiza la ofensiva de Villareal. Participan en la misma 29 batallones, apoyados por 5 compañías de Ingenieros, 25 cañones y 8 carros blindados. Empieza el 30 de noviembre, pero, debido a la falta de preparación de los atacantes, se convierte en una serie de ataques descoordinados sobre la posición de Villareal, defendida por carlistas. Franco envía refuerzos a Villareal y, el 12 de diciembre, las fuerzas atacantes se retiran, habiendo sufrido unos 1000 muertos.
El Gobierno republicano decide que el 24 de noviembre, todas las tropas del norte debían integrarse en el Ejército del Norte, bajo el mando de Francisco Llano de la Encomienda, que establece su cuartel general en Bilbao. Esta unificación sólo se hace sobre el papel, ya que Aguirre no la acepta. Rechaza el sistema de comisarios políticos y se queja de que el Estado Mayor del Ejército del Norte esté formado por gente de poca formación militar y de tendencias comunistas. En enero de 1937 escribe a Llano que «hasta que el Gobierno vasco no apruebe la nueva organización de todas sus fuerzas... situadas en territorio vasco, permanecerán bajo la exclusiva jurisdicción del Gobierno vasco». Llano deja Bilbao en febrero de 1937 y se instala en Santander.
En febrero de 1937, siete batallones vascos acuden en apoyo del frente de Asturias, en el ataque a Oviedo.
Al llegar la primavera, Mola decide iniciar el asalto a Vizcaya con cuatro brigadas de requeté navarras (unos 28 000 hombres), entre los que hay 10 batallones de vascos de Álava y Guipúzcoa, muchos carlistas navarros y tropas del resto de España. Comienza la ofensiva el 31 de marzo con apoyo aéreo (140 aviones, de los que 65 son de la Legión Cóndor) y apoyo artillero (entre el que hay 7 baterías italianas). 
Los soldados atraviesan las líneas republicanas por el alto de Zabalandi y se extienden por la alturas del valle de Arrazola, pero la orografía del terreno impide un avance rápido. Debido al mal tiempo que impide el apoyo aéreo, el 7 de abril se suspende temporalmente la ofensiva. El 13 de abril, el ejército vasco contraataca y recupera algunas posiciones. Pronto caería el indisputable Udalaitz y los Intxortas tendrían que ser abandonados. Era la ofensiva que iba a acabar tomando Bilbao y su industria, después de que sus defensas fueran abatidas fácilmente al tener la información sobre las mismas que Alejandro Goicoechea había pasado a los sublevados.

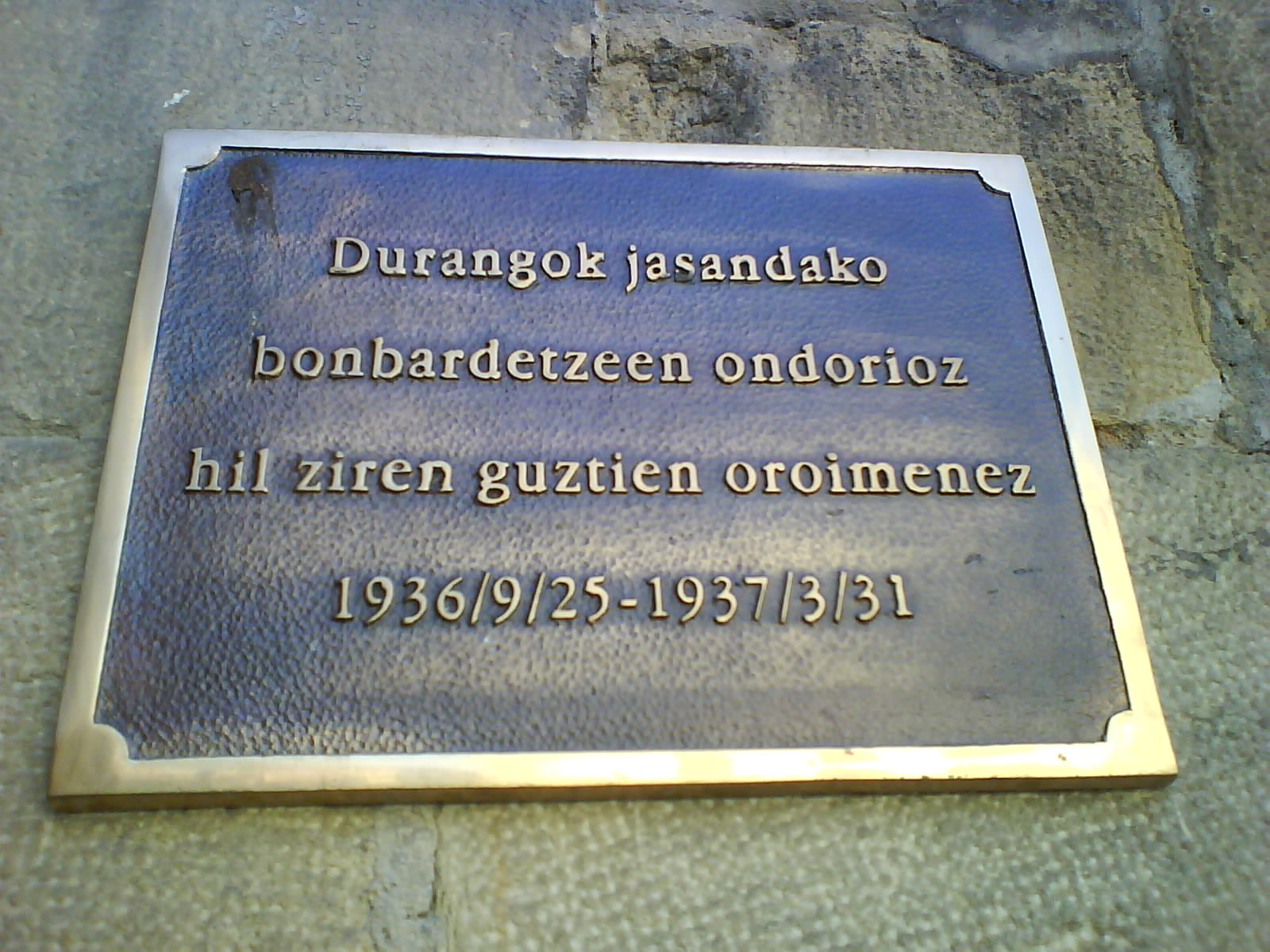
Placa «en recuerdo de todos los que murieron en los bombardeos de Durango 25-9-1936 31-3-1937».

Durango es bombardeado el 31 de marzo, y pronto entran los sublevados. Éibar cae en abril. Guernica sufre un bombardeo aún más brutal que Durango, bombardeo que saltó a la fama por los reportajes del periodista inglés George Steer y el famoso cuadro que Pablo Picasso realizó por encargo del Gobierno republicano para la Exposición Internacional de País inspirado en esa barbarie.
El 26 de abril se comete una de las grandes atrocidades de la guerra, cual fue el Bombardeo de Guernica, por la aviación alemana que ayudaba a Franco, destruyendo casi toda la ciudad. Guernica tenía una importancia simbólica más que militar, pues en esa ciudad es donde se encuentra el árbol, que es el símbolo de la libertad foral y que paradójicamente quedó a salvo de las bombas y a cuya sombra le hicieron guardia los requetés navarros que luchaban con los insurrectos.
El 8 de mayo llegan a Bilbao 45 cazas de los 50 enviados por la República. Pero la falta de aeropuertos bien defendidos y la poca experiencia de las tripulaciones hacen que casi todos los aviones resulten destruidos.
El 5 de mayo Aguirre toma el mando de todas las operaciones militares vascas. Ordena movilizar a todos los hombres que puedan empuñar armas o hacer trabajos de fortificación, llegando a disponer de 70.000 soldados, pero solo sobre el papel, ya que no dispone de armas para todos. Se incorporan varios batallones de santanderinos y asturianos, que no son bien vistos por los nativos, debido a su violencia y extremismo.
A finales de mayo, las tropas navarras están en los límites del Cinturón de Hierro, que sólo estaba completado al 40%. Los sublevados tenían información de sus puntos débiles, ya que Alejandro Goicoechea se había pasado a sus filas.
A primeros de junio, la República envía a Bilbao a Mariano Gamir Ulibarri, militar profesional, vasco y no identificado con ningún partido político, recomendando a Aguirre que le ceda el mando militar. Aguirre acepta y Gamir dispone de unos 40.000 hombres para continuar la guerra. El 11 de junio, los nacionales empiezan el asalto al Cinturón de Hierro, que es sobrepasado al cabo de 36 horas y con 500 bajas. Ya próximo a caer Bilbao, Aguirre recibe información de que Gamir tiene órdenes de destruir la industria bilbaína si no puede defender Bilbao. Conociendo los antecedentes de Irún y los enfrentamientos entre la milicias del PNV y las socialistas y anarquistas en San Sebastián para evitar su destrucción, declara su intención de impedirlo, por lo que dispone a los gudaris para bloquear los intentos de sabotaje y libera a 2.000 presos políticos, que son escoltados por gudaris de confianza hasta las líneas franquistas. Hubo enfrentamientos armados entre batallones del PNV y batallones asturianos, que querían incendiar Deusto.
La armada republicana, muy escasa, se reforzó con bous artillados, barcos de pesca preparados y armados, que organizó el Gobierno Vasco. Estos pequeños barcos protagonizaron la batalla del Cabo Machichaco en donde se enfrentaron al crucero Canarias, uno de los más relevantes de la armada rebelde. Hay que decir que el gemelo del Canarias, el Baleares que se hundió en la contienda, tenía una tripulación mayoritariamente vasca, en concreto de Ondárroa.
El 19 de junio cae Bilbao, quedando casi toda Vizcaya en manos de Franco. Unos 20.000 gudaris se retiran hacia Cantabria. A mediados de agosto ya sólo quedan 6.000. No está claro si el resto desertó o se afiliaron a las tropas franquistas.

#### La guerra en Las Encartaciones
Ocupación de Las Encartaciones orientales (21 de junio-3 de julio): Tras la caída de Bilbao (19 de junio) llegaría la toma de la margen izquierda del Nervión (Barakaldo, Sestao, Portugalete, Santurce) y de la zona minera (Ortuella, Trapaga, etc.) entre el 21 y el 25 de junio del 37. A continuación, el general Dávila avanzó por la comarca vizcaína de Las Encartaciones recorriendo el valle del Cadagua y ocupando Alonsotegi y Sodupe (Güeñes) alcanzando las alturas de Triano y tomando Galdames; y a la vez avanzando desde el sur hacia Gordexola.
Las fuerzas vascas, después de tres meses de combate se encontraban exhaustas y muy mermadas, desmoralizadas por la pérdida de Bilbao y, en el caso de los gudaris, decididos a no continuar luchando fuera de suelo vasco. Buena parte de su Estado Mayor había desaparecido, quedando paradójicamente como jefe del Estado Mayor el comandante Lamas, que años más tarde se reconoció franquista. Por su parte el Gobierno de Euzkadi, con el lehendakari Agirre a la cabeza, se había trasladado a Trucíos. Uno de los grandes asuntos que tuvo que atender fue el éxodo de unos 150.000 civiles que huían de Bilbao hostigados por la aviación enemiga. Aviación que en apenas dos meses en suelo encartado perpetró más de 300 bombardeos que dejaron docenas de víctimas civiles en Alonsotegi, Trucíos, Zalla y otros pueblos. Pese a todo, a medida que los fascistas avanzaron la resistencia fue creciendo, especialmente en las cimas de los montes. Con el paso de los días los sublevados rebasaron el Cinturón de Hierro en sus sectores occidentales, desde dentro hacia fuera, circunstancia en la que la famosa línea ya no tenía ninguna posibilidad defensiva.
El 25 de junio, el general Gámir tomaba el mando de todas las fuerzas republicanas del Norte y el cuerpo del ejército vasco pasaba a ser comandado por el coronel Vidal Munárriz, quien recibió refuerzos asturianos y santanderinos y fijó una nueva línea de defensa. Esta transcurría a lo largo del río Barbadun hasta Sopuerta, pasando por Güeñes y, de ahí, por la carretera hasta Balmaseda. Esta línea fue forzada el día 27 de junio lo que supuso la caída de Güeñes y Aranguren (Zalla). El día 28 la presión sobre la línea de defensa era generalizada y pese a los contraataques en el monte La Cruz las cimas del Pico Ubieta y monte Artegi, sobre la carretera Mercadillo-Abellaneda, quedaron en manos de los rebeldes. El 29 cae Balmaseda Archivado el 14 de abril de 2020 en Wayback Machine. y, más al norte, toda la línea Zalla-Otxaran-Abellaneda-Mercadillo-Arenao. Precisamente había sido al cementerio del barrio de La Herrera (Zalla) donde, en abril de 1937, el PNV había trasladado en secreto el cuerpo de Sabino Arana ante la llegada de los franquistas. Poco después, el 3 de julio, Muskiz acabará siendo ocupado.

##### Manifiesto de Trucíos
El 30 de junio de 1937 el lehendakari Agirre Archivado el 13 de abril de 2021 en Wayback Machine. hace publicó su "Manifiesto de Trucíos", por el que envía el siguiente mensaje al mundo: «El territorio habrá sido conquistado pero el alma del pueblo vasco no, no lo será jamás».

##### Contraofensiva republicana
Frente Burgueno-Kolitza-Alen-Otañes. Batalla de Kolitza (30 de junio-24 de agosto): La ofensiva republicana en Brunete (Madrid), que se inició el 6 de julio de 1937, estabilizó el frente en una línea que iba de Otañes (Cantabria, en el límite junto a Las Encartaciones), al monte Alén (límite entre Sopuerta y Trucíos), el monte Kolitza (límite entre Balmaseda y Artzentales) y llegando al monte Burgueno (Karrantza, en el límite con Burgos y cercano a Balmaseda). El frente quedaría estacionado en esos puntos alrededor de dos meses, hasta el 22-23 de agosto.
Este fue el momento en el que gudaris y republicanos aprovecharon para lanzar un ataque centrado en los montes Kolitza y Alén los días 27, 28,29 de julio. Para ello se empleó la II División vasca, asignando a sus brigadas los correspondientes objetivos: a la 12.ª tomar la ermita de San Sebastián y San Roque, a la 6.ª alcanzar la Garbea y a la 9.ª permanecer en reserva. La operación contó con abundante apoyo artillero y aéreo, pese a lo cual ninguno de los ataques masivos de los días 27 y 29 alcanzó sus objetivos, estrellándose frente a las trincheras, ametralladoras y alambradas enemigas. La llamada batalla de Kolitza terminó en fracaso y con cerca de 200 víctimas vasco-republicanas (al menos 80 muertos franquistas fueron enviados a enterrar al Valle de los Caídos).
Ocupación de Las Encartaciones occidentales (23 y 24 de agosto): En agosto de 1937 los sublevados rompieron el frente montañés por el sur, avanzando rápidamente hacia Santander. Con esta provincia partida en dos, las unidades vascas recibieron orden de retirarse de sus posiciones. Así a partir del día 23, los nacionales fueron ocupando sin resistencia Artzentales, Turtzioz, Villaverde, Karrantza y, finalmente, Lanestosa, el 24 de agosto. El ejército vasco retrocedió hasta Santoña.
Al recibir órdenes del Ejército Republicano de retirarse hacia Asturias, los batallones vascos de Santoña y Laredo se sublevaron, tomaron Santoña y liberaron a 2.500 presos políticos de su penal. El comandante local vasco proclamó la República de Euzkadi. Dos oficiales vascos pasaron la línea del frente y se entrevistaron con los italianos para negociar la rendición, resultando lo que se conoce como Pacto de Santoña. Finalmente el acuerdo no fructificó, al negarse Franco a reconocerlo, lo que provocó el fusilamiento de más de 300 de sus miembros[cita requerida], mientras que los batallones compuestos de milicianos afines a otras formaciones políticas seguían luchando en el frente astur, comenzando uno de los períodos más difíciles de la historia para los nacionalistas en España.

## Final de la guerra
En menos de un año desde la insurrección contra la legalidad republicana, todo el País Vasco quedó en poder de los insurrectos. En el verano de 1937 ya se estaba comenzando a levantar los puentes de Bilbao que habían sido volados por los defensores de la villa en un esfuerzo por retrasar la toma de la ciudad y la importante zona industrial y minera de la que era llave.
Pocos días después de tomar Bilbao, Franco abolió los fueros de Vizcaya y Guipúzcoa al considerarlas «provincias traidoras», por no haberse sumado al alzamiento, mientras que Álava y Navarra conservaron sus privilegios y siguieron teniendo sus pequeñas policías forales y cierta autonomía fiscal.
Durante la guerra, el bando sublevado asesinó extrajudicialmente o ejecutó a 199 personas en Álava, unas 500 en Guipúzcoa y menos de 900 en Vizcaya. Proporcionalmente, la cantidad de víctimas de la represión franquista en el País Vasco (1,6 por cada mil habitantes) fue la segunda más baja de toda España, solo superior a la de Cataluña. La represión realizada por el bando republicano causó un número similar de muertes.